# Backstreet’s Back
Backstreet’s Back – drugi album zespołu Backstreet Boys, wydany 11 sierpnia 1997 roku przez Jive Records.
Na świecie sprzedano ponad 28 milionów płyt.
Album w Polsce uzyskał status platynowej płyty.

## Lista utworów
1. „Everybody (Backstreet’s Back)”
2. „As Long as You Love Me”
3. „All I Have to Give”
4. „That’s the Way I Like It”
5. „10,000 Promises”
6. „Like a Child”
7. „Hey, Mr. DJ (Keep Playin’ This Song)”
8. „Set Adrift on Memory Bliss”
9. „That’s What She Said”
10. „If You Want It to Be Good Girl (Get Yourself a Bad Boy)”
11. „If I Don’t Have You”